# Георг Албрехт фон Изенбург-Бюдинген
Георг Албрехт фон Изенбург-Бюдинген-Меерхолц (на немски: Georg Albrecht zu Isenburg und Büdingen in Meerholz; von Ysenburg-Büdingen-Meerholz; * 1 май 1664; † 11 февруари 1724, Меерхолц) от род Изенберг (Изенбург), е граф на Изенбург-Бюдинген в Меерхолц (1691 – 1724), основател на линията Изенбург-Бюдинген-Меерхолц.

## Произход и наследство
Той е син на граф Йохан Ернст фон Изенбург-Бюдинген (1625 – 1673) и съпругата му графиня Мария Шарлота фон Ербах-Ербах (1631 – 1693, Меерхолц), дъщеря на граф Георг Албрехт I фон Ербах (1597 – 1647) и първата му съпруга графиня Магдалена фон Насау (1595 – 1633), дъщеря на граф Йохан VI фон Насау-Катценелнбоген-Диц и графиня Йоханета фон Сайн-Витгенщайн. Брат е на Йохан Казимир (1660 – 1693), граф на Изенбург-Бюдинген в Изенбург (1673 – 1693), Фердинанд Максимилиан I (1662 – 1703), граф на Изенбург-Бюдинген във Вехтерсбах, Карл Август (1667 – 1725), граф на Изенбург-Бюдинген в Мариенборн.
От 1673 до 1691 г. Георг Албрехт е под опекунството на майка му. През 1687 г. графството Изенбург-Бюдинген се разделя между Георг Албрехт и братята му на специалните (странични) линии „Изенбург-Бюдинген-Бюдинген“, „Изенбург-Бюдинген-Мариенборн“, „Изенбург-Бюдинген-Меерхолц“ и „Изенбург-Бюдинген-Вехтерсбах.“ Георг Албрехт получава Изенбург-Бюдинген в Меерхолц.
Георг Албрехт умира на 11 февруари 1724 г. в Меерхолц на 59 години и е погребан в дворцовата църква на двореца „Меерхолц“ в Гелнхаузен.

## Фамилия
Георг Албрехт фон Изенбург-Бюдинген се жени през 1691 г. за графиня Амалия Хенриета фон Сайн-Витгенщайн-Берлебург (* 24 февруари 1664; † 9 февруари 1733), дъщеря на граф Георг Вилхелм фон Сайн-Витгенщайн-Берлебург (1636 – 1684) и първата му съпруга Амелия Маргерита де Ла Плац (1635 – 1669). Те имат децата:
- Шарлота Амалия (* 1 септември 1692; † 10 януари 1752), омъжена I. на 6 юли 1713 г. в Меерхолц за граф Ернст Карл фон Изенбург-Бюдинген-Мариенборн (1691 – 1717), II. на 22 май 1725 г. в Мариенборн при Линц за княз Волфганг Ернст I фон Изенбург-Бюдинген (1686 – 1754), син на граф Вилхелм Мориц I фон Изенбург-Бюдинген-Бирщайн
- Йохан Ернст (* 21 май 1695; † 16 август 1695)
- Георг Албрехт (* 15 април 1699; † 16 май 1701)
- Карл (* 27 ноември 1700; † 14 март 1774), граф на Изенбург и Бюдинген в Меерхолц (1724 – 1774), женен на 24 февруарп 1725 г. в Асенхайм за графиня Елеонора Елизабет Фридерика Юлиана фон Золмс-Рьоделхайм-Асенхайм (1703 – 1762), дъщеря на граф Лудвиг Хайнрих фон Золмс-Рьоделхайм-Асенхайм
- Ернст Вилхелм (* 1 декември 1701; † 29 януари 1702)
- Албертина Хенриета (* 4 юли 1703; † 26 септември 1746), омъжена на 5 септември 1727 г. в Меерхолц за граф Мориц Казимир I фон Бентхайм-Текленбург-Реда (1701 – 1768), син на граф Фридрих Мориц фон Бентхайм-Текленбург-Реда